# برگن (شهرستان ورنون، ویسکانسین)
برگن (به انگلیسی: Bergen) یک منطقهٔ مسکونی در ایالات متحده آمریکا است که در شهرستان ورنن، ویسکانسین واقع شده‌است. برگن ۱۳۶٫۷ کیلومتر مربع مساحت و ۱٬۳۶۵ نفر جمعیت دارد و ۱۹۶ متر بالاتر از سطح دریا واقع شده‌است.